# Ilarione di Kiev
Ilarione (russo: Иларион, ucraino: Іларіон; ... – 1053) è stato Metropolita di Kiev, visse nell'XI secolo durante il governo del principe Jaroslav I il Saggio, figlio di Vladimir I di Kiev.
È ricordato come il primo russo eletto alle funzioni di Metropolita da un concilio di Vescovi russi. La Chiesa russa era stata infatti fino ad allora soggetta alle decisioni del patriarcato di Costantinopoli e tutti i suoi metropoliti erano stati greci, posti sul seggio episcopale della Rus' per disposizione del potere imperiale. Venerato come santo dalle Chiese ortodosse orientali è ricordato il 21 ottobre.

## Biografia
Ilarione, prete di Berestovo, villaggio sito non lontano da Kiev, fu padre spirituale e amico del principe Jaroslav. Nestore di Pečers'k, autore della Cronaca degli anni passati, lo descrive come un uomo "virtuoso e sapiente" dedito all'ascesi, la quale era da lui praticata su una collina boscosa nei pressi del fiume Dnepr, dove ora è sito il Monastero delle Grotte. In tale luogo aveva scavato una grotta poco profonda e lì era solito passare il tempo cantando inni religiosi e in preghiera.
Ilarione fu inoltre autore di numerosi libri teologici che attestano la sua profonda conoscenza in questo campo. Alla morte del metropolita Theopemptus la Russia si trovava in una posizione di conflitto politico e religioso contro Costantinopoli e fu dunque presa la risoluzione da parte dei vescovi riuniti in concilio di stabile una metropolia indipendente in Kiev, non soggetto a Costantinopoli.
Ilarione era allora noto tra le gerarchie ecclesiastiche della Rus' per la sua grande spiritualità e per la sua profonda conoscenza in campo teologico. In particolar modo la scelta ricadde sulla sua persona per l'elegia da lui composta nei confronti del principe Vladimir e conosciuta come "Discorso sulla legge e sulla grazia", nella quale Ilarione provvide a fornire di una spiegazione teologica la formazione della Chiesa russa, includendo la stessa nel disegno di salvezza di Dio. Ilarione era inoltre politicamente appoggiato, particolare di non secondaria importanza, dal principe Jaroslav.
Nominato metropolita nel 1051 nella cattedrale di Santa Sofia  e successivamente riconosciuto anche dal Patriarca di Costantinopoli, Ilarione non rimase primate di Russia per molto tempo. Anche se le cronache non menzionano la data esatta della sua morte, narrano comunque che non era già più in vita al momento della morte del principe Jaroslav (avvenuta il 20 febbraio 1054) e che nel 1055 fu eletto a Kiev un nuovo Metropolita, rendendo più che plausibile come data della sua dipartita il 1053. Fu in seguito seppellito nel Monastero delle Grotte di Kiev.

## Il discorso sulla Legge e sulla Grazia
La sua opera letteraria principale, il "Discorso sulla Legge e sulla Grazia", è considerato un testo molto complesso e che si presta a innumerevoli interpretazioni.
Si possono riscontrare tre temi ben distinti:
- L'ammaestramento su come raggiungere la salvezza e la grazia divina è il tema principale, dal quale Ilarione ha mutuato il titolo dell'opera;
- La superiorità del Cristianesimo sull'ebraismo, questione ritenuta essenziale dalle gerarchie ecclesiastiche della Rus' di Kiev. Gli ebrei rappresentavano una nutrita minoranza nella popolazione e, attraverso la predicazione, avevano cercato di convertire alla loro fede dapprima il Principe Vladimir e quindi il monaco eremita Nikita del Monastero delle Grotte, tanto che, per rispondere all'affronto, san Teodosio aveva nel primo frangente portato in processione il Cristo crocifisso nel quartiere ebraico, così come narrato da Simone, storico e monaco dello stesso monastero, nel Paterikon del Monastero di Pečers'ka. Questi episodi valgono a spiegare l'attenzione con cui Ilarione affronta, attraverso l'avvento di Gesù Cristo e i precetti evangelici, il tema delle leggi Mosaiche;
- Terzo e ultimo punto è la glorificazione dell'opera apostolica del principe Vladimir, la cui fede è valsa per Ilarione a preservare sulla terra il "Regno della Natura" e il "Regno della Grazia", nonché a preparare la strada a un futuro "Regno della Gloria".